# П'єр Жан Марі Антуан Вазен
П'єр Жан Марі Антуан Вазен (Pierre Vaesen) (1949) — бельгійський дипломат. Надзвичайний і Повноважний Посол Бельгії в Україні.

## Біографія
Народився в травні 1949 року в Брюсселі. Закінчив Брюссельський університет, факультет права та міжнародного права.
З 1977 по 1978 - віце-консул при Генеральному консульстві Бельгії в Барселоні.
З 1978 по 1980 - 2-й секретар посольства Бельгії в Польщі.
З 1980 по 1983 - 1-й секретар посольства Бельгії в Сенегалі.
З 1983 по 1988 - радник посольства Королівства Бельгії у Великій Британії, заступник постійного представника при ЗЄС.
З 1988 по 1990 - Надзвичайний і Повноважний Посол Бельгії в Того і Гані.
З 1990 по 1992 - радник-посланник посольства Бельгії в Японії.
З 1992 по 1995 - Генеральний консул Бельгії в Касабланці.
З 1996 по 1998 - керівник дипломатичних курсів при МЗС Бельгії.
З 1998 по 2000 - Надзвичайний і Повноважний Посол Бельгії в Україні.